# Samojeedse talen

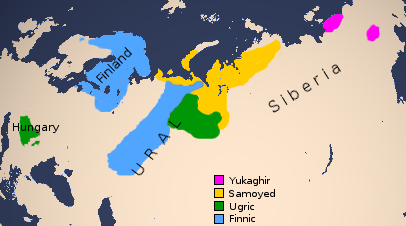
huidige taalgebieden:
Samojeedse talen
Joekagierse talen
Finse talen
Oegrische talen

De Samojeedse talen vormen een van de twee taalfamilies van de Oeraalse talen, samen met de Fins-Oegrische talen. De familie omvat een aantal talen die gesproken worden in Noord-Eurazië, ten westen en oosten van het noordelijke gedeelte van de Oeral (Subarctische en Arctische Oeral). De taalfamilie heeft mogelijk ongeveer 30.000 sprekers.

## Verspreiding
Het Samojeedse taalgebied spreidt zich uit vanaf de Witte Zee tot de Laptevzee langs de Arctische kusten van Europees Rusland, met inbegrip van zuidelijk Nova Zembla, het schiereiland Jamal, de Obboezem en de delta van de Jenisej en binnen het schiereiland Tajmyr in Noord-Siberië.
De economie van de Samojeedse volkeren is gebaseerd op rendierhouderij. Hun taalgebied grenst aan het taalgebied van de trans-Oeralische sprekers van de Oegrische talen (Ostjaaks en Wogoels) en de Cis-Oeralische Fins-Permische talen in het zuiden. Ze zijn geografisch gescheiden van de Oostzeefinse talen door Russische taalgebieden in het westen en van de Joekagierse talen door de Noord-Turkse Jakoeten in het oosten.
In de 16e eeuw ontstond een grote Samojeedse handelsplaats rond Mangazeja, maar Mangazeja werd vernietigd in opdracht van de Russische tsaar in 1678, die vreesde dat buitenlandse mogendheden het gebied zouden gaan koloniseren.

### Classificatie

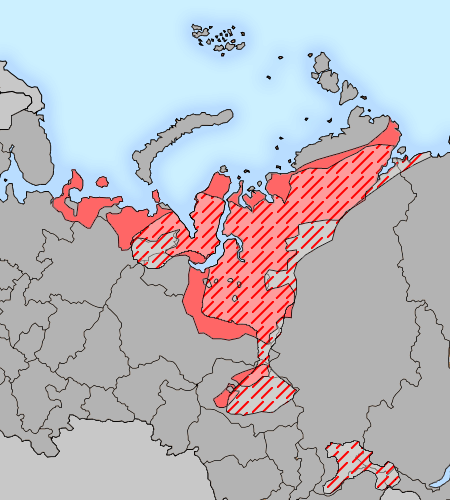
Kaart van de verdeling van de Samojeedse talen in de 17e eeuw (bij benadering; gearceerd) en aan het einde van de 20e eeuw (rood)

De Samojeedse taalgroep is onderverdeeld in twee groepen. Deze classificatie is echter slechts geografisch en niet taalkundig:

#### Noord-Samojeedse talen
- Enets (Jenets, Jenisej-Samojeeds) – gesproken door de Enetsen
  - Bos-Enets (Baai-Enets, Pe-Bae)
  - Toendra-Enets (Madu, Somatu)
- Nenets (Joeraaks) – gesproken door de Nenetsen
- Nganasaans (Tavgy, Tavgi, Tawgi, Tawgi-Samojeeds) – gesproken door de Nganasanen
- Joeratsisch – vroeger gesproken in het gebied rond de rivier de Jenisej, uitgestorven

#### Zuid-Samojeedse talen
- Kamasiaans – voorheen gesproken door de Kamasinen, nu uitgestorven
- Mator (Motor) – voorheen gesproken door de Motor, nu uitgestorven
- Selkoeps (Ostjak-Samojeeds) – niet te verwarren met de oude benaming Ostjaken voor de Chanten

## Sprekers
De onderstaande tabel vermeldt alleen de levende talen:
| Taal       | Aantal sprekers | Aantal sprekers |
| Taal       | ethnologue      | census 2002     |
| ---------- | --------------- | --------------- |
| Enets      | 70 (1995)       | 119             |
| Nenets     | 26.730 (1989)   | 31.311          |
| Nganasaans | 500 (1995)      | 505             |
| Selkoeps   | 1570 (1994)     | 1641            |